# Trois-Épis

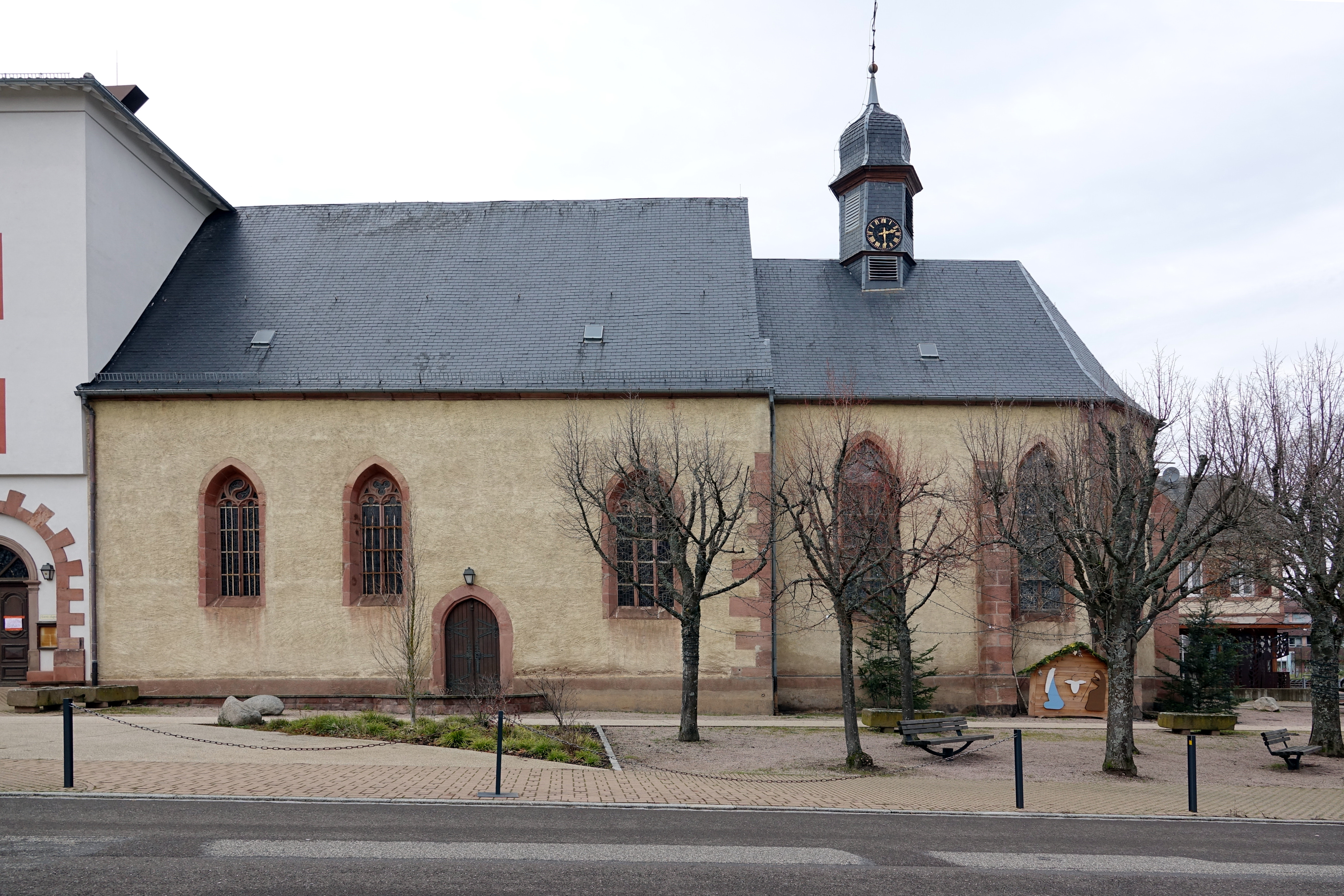
Kapelle Notre-Dame-des-Trois-Épis in Ammerschwihr

Trois-Épis („Drei Ähren“, französisch auch Les Trois-Épis) ist ein Weiler im Elsass (Grand Est). Er liegt etwa 13 Kilometer von Colmar entfernt in den Vogesen und ist geteilt auf die Gemarkungen von Ammerschwihr, Turckheim und Niedermorschwihr. 

## Geschichte
Bekannt ist die Kapelle Unsere liebe Frau von den drei Ähren, die aufgrund einer Marienerscheinung nach 1491 gebaut wurde, als beliebtes Ausflugsziel. 1968 wurde eine moderne Wallfahrtskirche errichtet, die 1991 einen dreifachen Turm als Symbol der „drei Ähren“ erhielt.
Von 1899 bis 1937 verband die Elektrische Bahn Türkheim – Drei Ähren die Kleinstadt Turkheim mit dem Wallfahrtsort Drei Ähren.
Seit 1980 darf sich Trois-Épis Kurort nennen.